# Stuart Williams
Stuart Grenville Williams (né le 9 juillet 1930 à Wrexham au Pays de Galles et mort le 5 novembre 2013 à Southampton en Angleterre), est un footballeur international gallois ayant évolué au poste d'arrière central, avant d'ensuite devenir entraîneur.

## Carrière

### Club
Formé à Wrexham, il ne joue que 5 matchs en équipe première avant de signer à West Bromwich Albion. Il y débute comme attaquant puis recule très vite en défenseur central. Il termine deuxième du championnat en 1954. Son équipe parvient en finale de la FA Cup, mais il n'y participe pas. 
Avec Don Howe, il forme la défense centrale de WBA plusieurs saisons de suite avec réussite. Après 12 saisons, il part pour Southampton où son expérience permet à son nouveau club d'accéder à l'élite pour la première fois de son histoire en 1966.

### International
Il fait ses débuts internationaux le 9 mai 1954 en match amical contre l'Autriche. Il participe à tous les matchs du Pays de Galles pendant la coupe du monde 1958. En quart de finale, les Gallois s'inclinent 1 à 0 contre le Brésil emmené par Pelé. Le Brésilien citera d'ailleurs son vis-à-vis gallois dans son autobiographie Ma vie et le beau jeu, le qualifiant lui et ses partenaires d'excellents joueurs, durs sur l'homme.

## Retraite
Après sa carrière de footballeur, il reste à Southampton où il est d'abord vendeur de pneus puis contrôleur financier pour une entreprise de transport.

## Palmarès

### Joueur
- Vice-champion d'Angleterre en 1954 avec West Bromwich Albion
- Vice-champion d'Angleterre de D2 en 1966 avec Southampton

### Entraîneur
- Champion de Norvège en 1974 avec le Viking FK
- Finaliste de la Coupe de Norvège en 1974 avec le Viking FK